# Елавич, Никица
Ни́кица Е́лавич (хорв. Nikica Jelavić; род. 27 августа 1985, Чаплина) — хорватский футболист, выступавший на позиции нападающего.

## Клубная карьера
Никица Елавич родился на территории современной Боснии и Герцеговины и начал заниматься футболом в системе клуба «ГОШК Габела» из расположенного неподалёку города Габела. Впоследствии Елавич оказался сначала в юношеской команде футбольного клуба «Неретва» из хорватского города Меткович, а затем и в системе подготовки «Хайдука» из Сплита. Елавич провел первый матч за «Хайдук» в сезоне 2002/03, однако закрепиться в составе ему удалось лишь 4 года спустя, когда в 17 матчах нападающий забил 5 мячей.

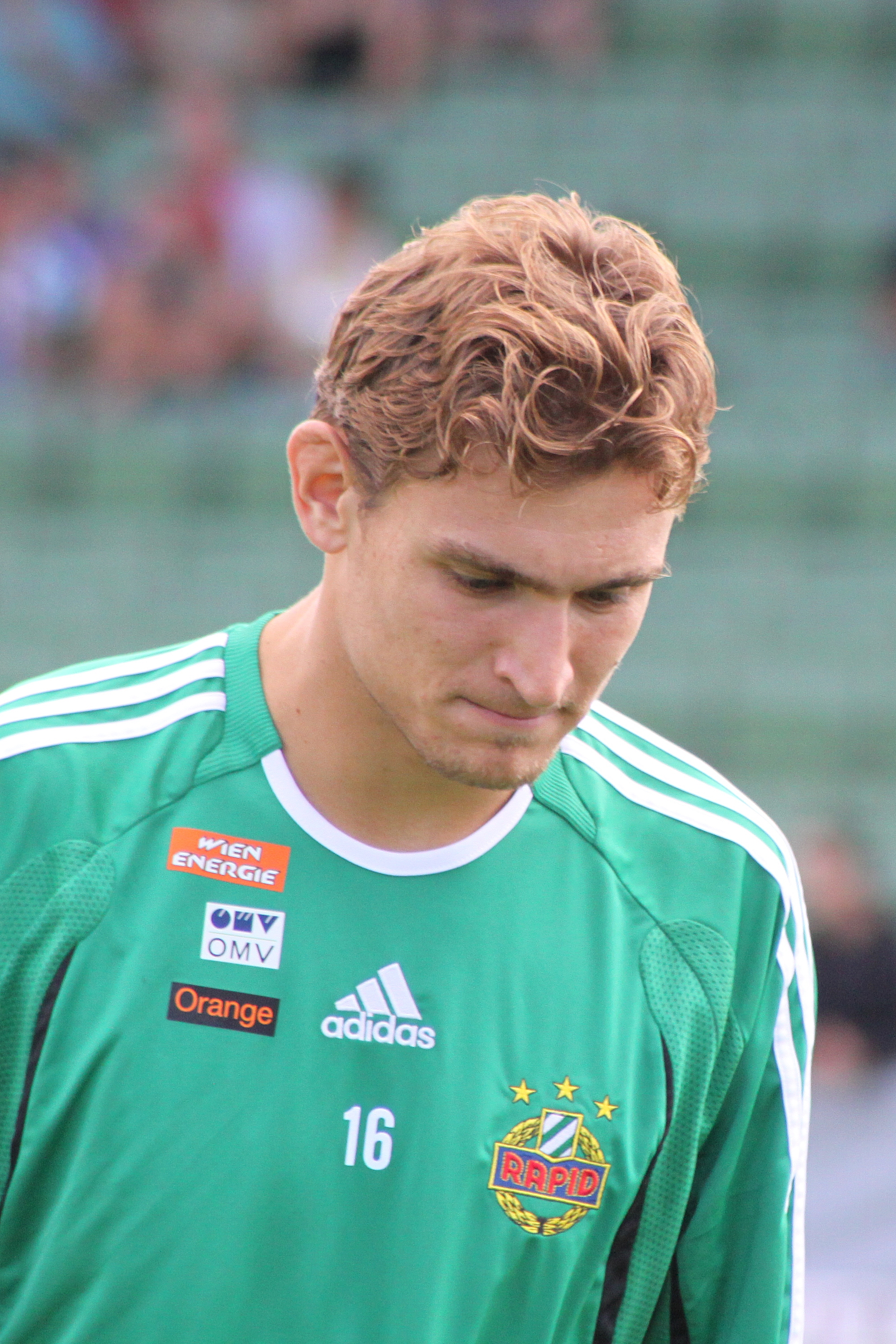
Елавич в 2009 году

По окончании сезона 2006/07 Елавич перешёл в бельгийский «Зюлте-Варегем». Сезон в бельгийском чемпионате Елавич начал неплохо, забив в первом же туре в ворота льежского «Стандарда», однако в дальнейшем дела футболиста складывались не так хорошо, и до окончания чемпионата хорват отличился ещё лишь дважды.
Перед сезоном 2008/09 перешёл в венский «Рапид». За первый сезон в составе клуба из столицы Австрии Елавич забил 7 голов в 34 играх. Сезон 2009/10 Елавич провёл на хорошем уровне, в 33 матчах чемпионата отличившись 18 раз. Статистика в Лиге Европы оказалась просто великолепной: в 12 матчах хорват забил 9 голов и сделал 4 результативных передачи.
Под стать предыдущему начал Елавич и сезон 2010/11, в 8 матчах сезона отличившись 6 раз. Такая результативность была замечена в стане шотландского клуба «Рейнджерс», и в конце августа 2010 года Елавич стал футболистом «джерс». Трансфер нападающего обошёлся шотландскому клубу в 4 миллиона фунтов стерлингов.
Дебютировал за «Рейнджерс» 28 августа 2010 года в матче 3 тура чемпионата против «Сент-Джонстона», заменив на 67-й минуте Джеймса Битти. 11 сентября 2010 году Елавич открыл счёт своим голам за «Рейнджерс», поразив ворота «Гамильтон Академикал». 12 февраля 2011 года в игре против «Мотеруэлла» футболист оформил первый хет-трик в составе «Рейнджерс». 20 марта 2011 года забил в ворота «Селтика» победный мяч в финале Кубка шотландской лиги. Всего за первый сезон в «джерс» Елавич забил 19 голов в 27 матчах.
Очень удачно сложилась для нападающего первая половина сезона 2011/12. По состоянию на конец января Елавич с 14 голами в 22 матчах был лидером гонки бомбардиров шотландской Премьер-лиги, а также забил по одному мячу в Кубке Шотландии, Кубке лиги и Лиге чемпионов.
Днём 31 января 2012 года английский «Эвертон» объявил о достижении договорённости с «Рейнджерс» о переходе футболиста, и вечером того же дня Елавич подписал с клубом из Ливерпуля контракт на 4,5 года.
Дебют футболиста в новой команде состоялся 4 февраля в игре против «Уигана», когда Елавич вышел на замену на 60 минуте встречи. Первый свой гол за «Эвертон» Елавич забил 10 марта в третьей для себя игре за клуб в ворота «Тоттенхэма» и принёс своей команде победу со счётом 1:0. Второй гол в составе «ирисок» нападающий забил 24 марта в матче против «Суонси», а уже через три дня, отправив победный мяч в ворота «Сандерленда», помог «Эвертону» выйти в полуфинал Кубка Англии. 7 апреля Елавич оформил первый дубль в составе ливерпульской команды, дважды поразив ворота «Норвича». 14 апреля забил гол в мерсисайдском дерби на «Уэмбли» в полуфинале Кубка Англии, который, впрочем, не помог «Эвертону» уйти от поражения со счётом 1:2. 22 апреля сделал дубль в ворота «Манчестер Юнайтед» на «Олд Траффорд», а сам матч завершился с результатом 4:4. 28 апреля оформил дубль в третьем для себя матче АПЛ подряд, на этот раз в игре с «Фулхэмом» (4:0). Таким образом, в трёх апрельских матчах АПЛ хорват отправил в ворота соперников «ирисок» 6 мячей, за что был назван игроком месяца лиги. В матче последнего, 38 тура Никица забил ещё один гол, теперь в ворота «Ньюкасл Юнайтед». В итоге за первые для себя полсезона в ливерпульской команде Елавич забил 11 голов в 16 встречах.
Первый гол в новом сезоне Никица забил в матче второго тура против «Астон Виллы». Всего же за второй сезон в составе «Эвертона» забил 7 мячей в 37 матчах в Премьер-лиге, помимо «Астон Виллы» поразив ворота «Уигана», дважды «Саутгемптона», «Сандерленда», «Тоттенхэма» и «Манчестер Сити». Ещё один гол в этом сезоне Никица забил в Кубке Англии в ворота клуба «Челтнем Таун».
Сезон 2013/14 Елавич начинал в качестве основного нападающего «Эвертона», однако вскоре уступил место пришедшему в клуб Ромелу Лукаку. Причём даже в тех матчах, когда хорват всё же выходил на поле, он долгое время не мог забить голов. Открыть счёт своим голам в сезоне 2013/14 форварду удалось лишь 4 января в матче Кубка Англии против «Куинз Парк Рейнджерс», когда нападающий оформил дубль.
10 января 2014 года «Эвертон» и «Халл Сити» согласовали сумму отступных за Елавича, а 15 января Елавич официально стал футболистом «Халла». 8 февраля 2014 года в матче 25 тура Премьер-лиги против «Сандерленда» забил свой первый гол за «Халл Сити», где его команда одержала гостевую победу со счетом 2-0. А в 2015 году хорватский нападающий перешёл из «Халл Сити» в «Вест Хэм Юнайтед». В 2016 году 30-летний хорватский нападающий перешёл в китайский клуб «Гуйчжоу Жэньхэ» и сумма трансфера составила 9 млн фунтов.

## Карьера в сборной
Елавич привлекался в молодёжную сборную Хорватии, за которую в 8 проведенных матчах забил 2 гола. Первый матч за главную сборную Хорватии провел 8 октября 2009 года против сборной Катара. В этой же игре Никица забил свой первый гол за сборную. Принимал участие в отборочных матчах к чемпионату мира 2010 и чемпионату Европы 2012. 29 мая 2012 года был включён главным тренером сборной Славеном Биличем в состав команды для участия на Евро 2012. 10 июня в первом же матче хорватской сборной на турнире Елавич забил победный гол в ворота сборной Ирландии. Всего на чемпионате Европы сыграл 3 матча.
11 октября 2014 года Елавич, будучи недовольным своим статусом в сборной, объявил о завершении международной карьеры.

## Статистика выступлений

### Клубная
| Клуб             | Сезон            | Лига | Лига | Кубки | Кубки | Еврокубки | Еврокубки | Прочие | Прочие | Итого | Итого |
| Клуб             | Сезон            | Игры | Голы | Игры  | Голы  | Игры      | Голы      | Игры   | Голы   | Игры  | Голы  |
| ---------------- | ---------------- | ---- | ---- | ----- | ----- | --------- | --------- | ------ | ------ | ----- | ----- |
| Хайдук (Сплит)   | 2002/03          | 2    | 0    | 0     | 0     | 0         | 0         | 0      | 0      | 2     | 0     |
| Хайдук (Сплит)   | 2003/04          | 2    | 0    | 2     | 0     | 0         | 0         | 0      | 0      | 4     | 0     |
| Хайдук (Сплит)   | 2004/05          | 0    | 0    | 2     | 0     | 0         | 0         | 0      | 0      | 2     | 0     |
| Хайдук (Сплит)   | 2005/06          | 9    | 3    | 1     | 0     | 0         | 0         | 0      | 0      | 10    | 3     |
| Хайдук (Сплит)   | 2006/07          | 22   | 5    | 1     | 0     | 0         | 0         | 0      | 0      | 23    | 5     |
| Хайдук (Сплит)   | Итого            | 35   | 8    | 6     | 0     | 0         | 0         | 0      | 0      | 41    | 8     |
| Зюлте-Варегем    | 2007/08          | 23   | 3    | 2     | 0     | 0         | 0         | 0      | 0      | 25    | 3     |
| Зюлте-Варегем    | Итого            | 23   | 3    | 2     | 0     | 0         | 0         | 0      | 0      | 25    | 3     |
| Рапид (Вена)     | 2008/09          | 34   | 7    | 3     | 1     | 2         | 0         | 0      | 0      | 39    | 8     |
| Рапид (Вена)     | 2009/10          | 33   | 18   | 3     | 2     | 12        | 9         | 0      | 0      | 48    | 29    |
| Рапид (Вена)     | 2010/11          | 4    | 2    | 0     | 0     | 4         | 4         | 0      | 0      | 8     | 6     |
| Рапид (Вена)     | Итого            | 71   | 27   | 6     | 3     | 18        | 13        | 0      | 0      | 95    | 43    |
| Рейнджерс        | 2010/11          | 23   | 16   | 4     | 3     | 0         | 0         | 0      | 0      | 27    | 19    |
| Рейнджерс        | 2011/12          | 22   | 14   | 2     | 2     | 4         | 1         | 0      | 0      | 28    | 17    |
| Рейнджерс        | Итого            | 45   | 30   | 6     | 5     | 4         | 1         | 0      | 0      | 55    | 36    |
| Эвертон          | 2011/12          | 13   | 9    | 3     | 2     | 0         | 0         | 0      | 0      | 16    | 11    |
| Эвертон          | 2012/13          | 37   | 7    | 6     | 1     | 0         | 0         | 0      | 0      | 40    | 8     |
| Эвертон          | 2013/14          | 9    | 0    | 1     | 2     | 0         | 0         | 0      | 0      | 10    | 2     |
| Эвертон          | Итого            | 59   | 16   | 10    | 5     | 0         | 0         | 0      | 0      | 69    | 21    |
| Всего за карьеру | Всего за карьеру | 233  | 83   | 30    | 13    | 22        | 14        | 0      | 0      | 285   | 110   |

### В сборной
| Матчи и голы Елавича за сборную Хорватии | Матчи и голы Елавича за сборную Хорватии | Матчи и голы Елавича за сборную Хорватии | Матчи и голы Елавича за сборную Хорватии | Матчи и голы Елавича за сборную Хорватии | Матчи и голы Елавича за сборную Хорватии |
| ---------------------------------------- | ---------------------------------------- | ---------------------------------------- | ---------------------------------------- | ---------------------------------------- | ---------------------------------------- |
| №                                        | Дата                                     | Оппонент                                 | Счёт                                     | Голы                                     | Соревнование                             |
| 1                                        | 8 октября 2009                           | Катар                                    | 3-2                                      | 1                                        | Товарищеский матч                        |
| 2                                        | 14 октября 2009                          | Казахстан                                | 2-1                                      | -                                        | Отборочные матчи ЧМ-2010                 |
| 3                                        | 14 ноября 2009                           | Лихтенштейн                              | 5-0                                      | -                                        | Товарищеский матч                        |
| 4                                        | 19 мая 2010                              | Австрия                                  | 1-0                                      | -                                        | Товарищеский матч                        |
| 5                                        | 23 мая 2010                              | Уэльс                                    | 2-0                                      | -                                        | Товарищеский матч                        |
| 6                                        | 11 августа 2010                          | Словакия                                 | 1-1                                      | 1                                        | Товарищеский матч                        |
| 7                                        | 3 сентября 2010                          | Латвия                                   | 3-0                                      | -                                        | Отборочные матчи ЧЕ-2012                 |
| 8                                        | 7 сентября 2010                          | Греция                                   | 0-0                                      | -                                        | Отборочные матчи ЧЕ-2012                 |
| 9                                        | 9 февраля 2011                           | Чехия                                    | 4-2                                      | -                                        | Товарищеский матч                        |
| 10                                       | 26 марта 2011                            | Грузия                                   | 0-1                                      | -                                        | Отборочные матчи ЧЕ-2012                 |
| 11                                       | 29 марта 2011                            | Франция                                  | 0-0                                      | -                                        | Товарищеский матч                        |
| 12                                       | 3 июня 2011                              | Грузия                                   | 2-1                                      | -                                        | Отборочные матчи ЧЕ-2012                 |
| 13                                       | 6 сентября 2011                          | Израиль                                  | 3-1                                      | -                                        | Отборочные матчи ЧЕ-2012                 |
| 14                                       | 7 октября 2011                           | Греция                                   | 0-2                                      | -                                        | Отборочные матчи ЧЕ-2012                 |
| 15                                       | 11 октября 2011                          | Латвия                                   | 2-0                                      | -                                        | Отборочные матчи ЧЕ-2012                 |
| 16                                       | 11 ноября 2011                           | Турция                                   | 3-0                                      | -                                        | Отборочные матчи ЧЕ-2012                 |
| 17                                       | 15 ноября 2011                           | Турция                                   | 0-0                                      | -                                        | Отборочные матчи ЧЕ-2012                 |
| 18                                       | 29 февраля 2012                          | Швеция                                   | 1-3                                      | -                                        | Товарищеский матч                        |
| 19                                       | 2 июня 2012                              | Норвегия                                 | 1-1                                      | -                                        | Товарищеский матч                        |
| 20                                       | 10 июня 2012                             | Ирландия                                 | 3-1                                      | 1                                        | Финальные матчи ЧЕ-2012                  |
| 21                                       | 14 июня 2012                             | Италия                                   | 1-1                                      | -                                        | Финальные матчи ЧЕ-2012                  |
| 22                                       | 18 июня 2012                             | Испания                                  | 0-1                                      | -                                        | Финальные матчи ЧЕ-2012                  |
| 23                                       | 7 сентября 2012                          | Македония                                | 1-0                                      | 1                                        | Отборочные матчи ЧМ-2014                 |
| 24                                       | 11 сентября 2012                         | Бельгия                                  | 1-1                                      | -                                        | Отборочные матчи ЧМ-2014                 |
| 25                                       | 12 октября 2012                          | Македония                                | 2-1                                      | -                                        | Отборочные матчи ЧМ-2014                 |
| 26                                       | 6 февраля 2013                           | Республика Корея                         | 4-0                                      | 1                                        | Товарищеский матч                        |
| 27                                       | 14 августа 2013                          | Лихтенштейн                              | 3-2                                      | -                                        | Товарищеский матч                        |
| 28                                       | 6 сентября 2013                          | Сербия                                   | 1-1                                      | -                                        | Отборочные матчи ЧМ-2014                 |
| 29                                       | 15 октября 2013                          | Шотландия                                | 0-2                                      | -                                        | Отборочные матчи ЧМ-2014                 |
| 30                                       | 19 ноября 2013                           | Исландия                                 | 2-0                                      | -                                        | Отборочные матчи ЧМ-2014                 |

Итого: 30 матчей / 5 голов; 17 побед, 8 ничьих, 5 поражений.

## Достижения

### Командные
«Хайдук»
- Чемпион Хорватии: 2003/04
- Финалист Кубка Хорватии: 2004/05

«Рапид»
- Вице-чемпион Австрии: 2008/09

«Рейнджерс»
- Чемпион Шотландии: 2010/11
- Обладатель Кубка шотландской лиги: 2010/11

### Личные
- Игрок месяца английской Премьер-лиги: апрель 2012